# Labeo lineatus
Labeo lineatus es una especie de peces de la familia de los Cyprinidae en el orden de los Cypriniformes.

## Morfología
Los machos pueden llegar alcanzar los 78 cm de longitud total.

## Hábitat
Es un pez de agua dulce.

## Distribución geográfica
Se encuentran en África: río Congo y Grandes Lagos de África (Lago Kivu, Tanganica, Moers, Bangwelo, etc.)